# Suwanose-džima
Suwanose-džima nebo Suwanosedžima je 8 km dlouhý ostrov vřetenovitého tvaru, nacházející se v severní části japonského souostroví Rjúkjú. Ostrov je prakticky celý pokryt stratovulkány a krátery (aktivními i neaktivními). Převládajícím typem horninové stavby jsou andezity a jejich varianty.

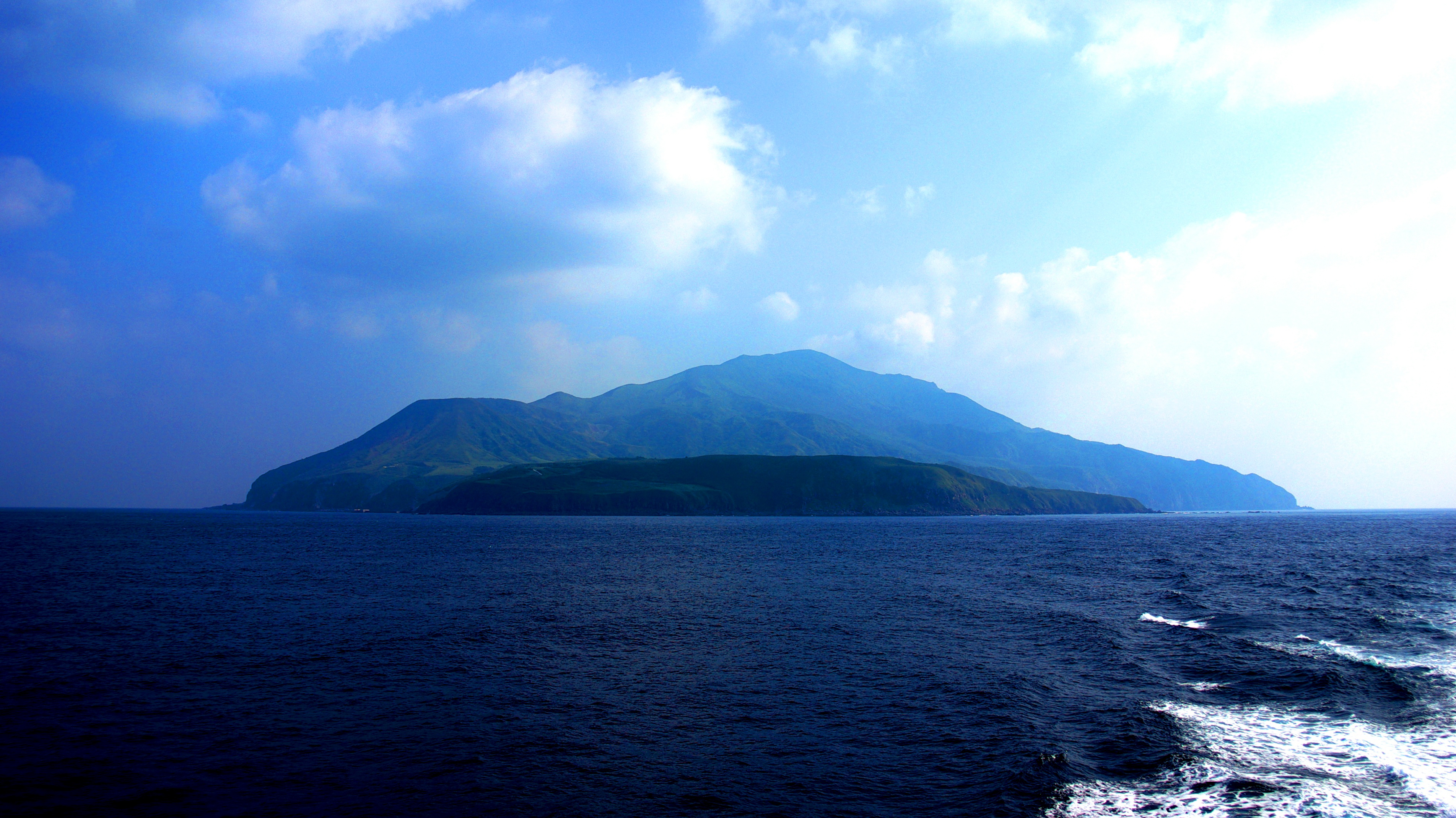
Pohled na ostrov z moře

Suwanose-džima je jedna z nejaktivnějších vulkanických oblastí v Japonsku, jen v 20. století bylo zaznamenáno přibližně 20 středně silných strombolských erupcí, s centrem v kráteru O-take. Začátkem 19. století (v letech 1813 až 1814) se odehrála větší erupce, která vytvořila podkovovitou kalderu Sakuči. Po této erupci byl ostrov neobydlený přibližně 70 let.